# Бентли, Джон Фрэнсис
Джон Фрэнсис Бентли (англ. John Francis Bentley; 30 января 1839, Донкастер — 2 марта 1902, Клапхэм, Лондон) — английский церковный архитектор. Его наиболее известная работа — Вестминстерский собор в Лондоне, построенный в неовизантийском стиле.

## Биография
Джон Бентли родился в Донкастере 30 января 1839 года. Он был мастером неовизантийского и неоготического стилей. С ранних лет он интересовался резьбой по камню, строительством и архитектурой. Его родители не одобряли этого увлечения, но уже с шестнадцати лет Джон работал в разных строительных компаниях Великобритании, а с 1868 года начал работать самостоятельно. Бентли спроектировал и построил множество церквей по всей стране. Но главным событием в его жизни стало поручение спроектировать новый католический собор в Вестминстере. После решения строить его в неовизантийском стиле Бентли отправился в Италию изучать ранние византийские церкви такие, как Собор Святого Марка в Венеции, церковь Сан-Витале в Равенне, а также Собора Святой Софии в Константинополе (Стамбуле). Но из-за болезни и вспышки холеры в Стамбуле он не смог завершить свое путешествие изучением собора Св. Софии и вернулся из Венеции в Лондон для начала строительства. В феврале 1902 года он был награжден золотой медалью Института Архитекторов, но не успел её получить. Джон Бентли умер утром второго марта того же года в Клапхэме в возрасте 63 лет и был похоронен в Мортлэйке.

## Известные работы
- Вестминстерский собор

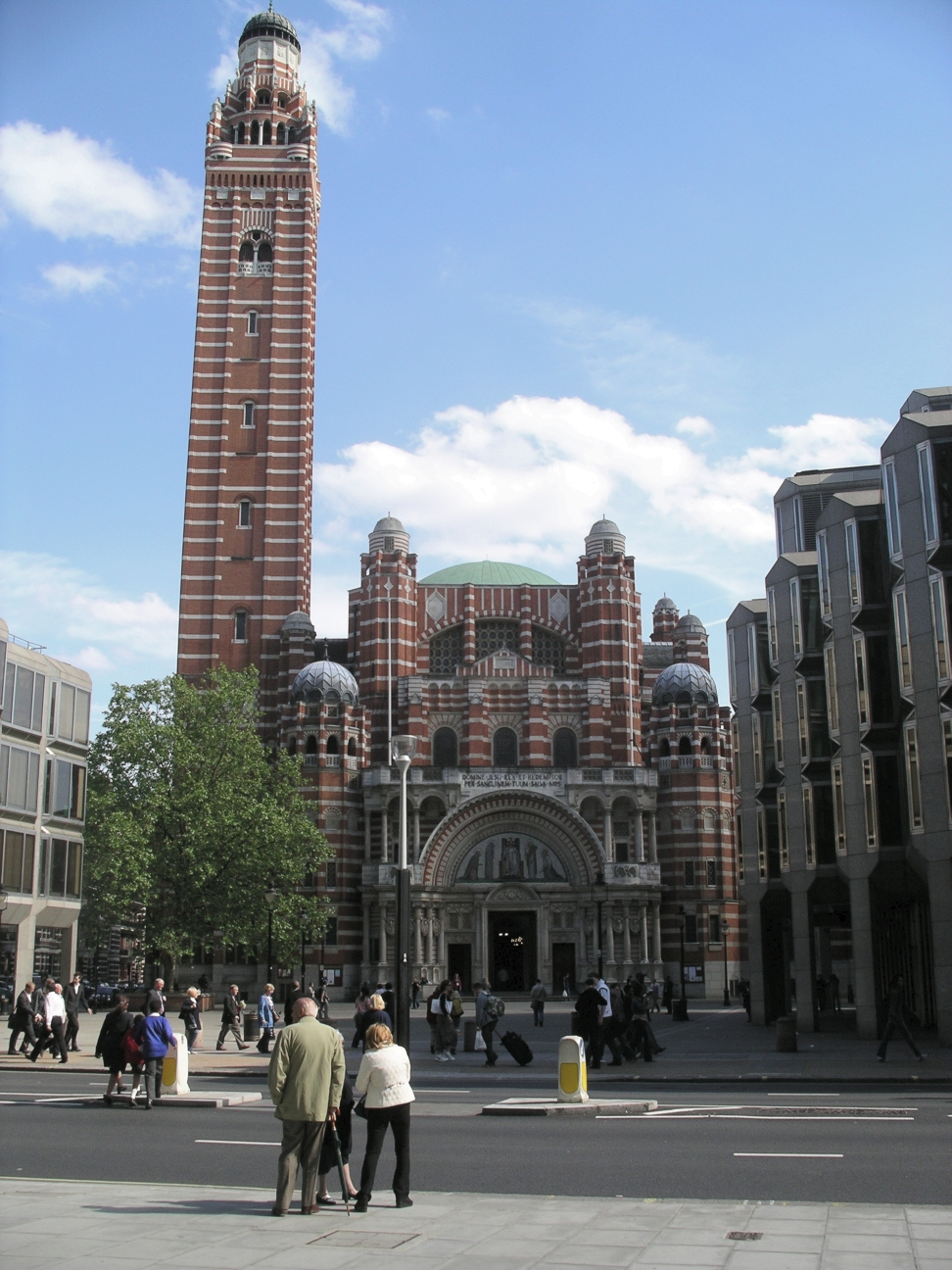
Вестминстерский собор, построен в 1895—1903 гг.

- Монастырь Святого Сердца в Хаммерсмите
- Бомонтская школа Святого Джона[англ.]
- Церковь Корпус Кристи в Брикстоне[англ.]
- Церковь Святого Распятия в Уотфорде[англ.]
- Церковь Святой Марии на Кадоган Стрит[англ.] в Челси (1879)
- Церковь Святого Габриэля на Уарвик Сквер[англ.] в Лондоне
- Церковь Святого Люка в Чиддингстоун Косвэй[англ.] (1897)[2]

## Галерея

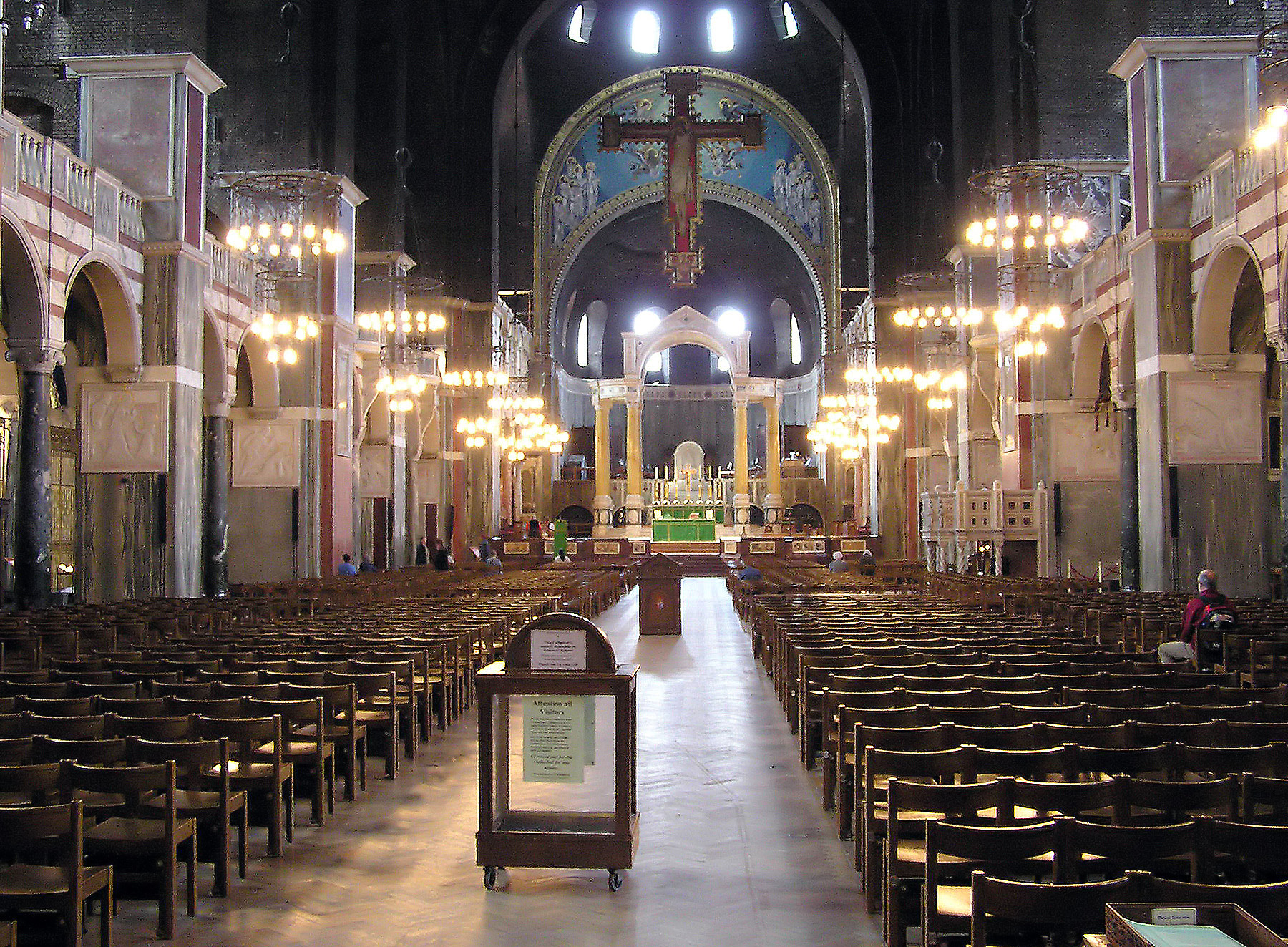
Вестминстерский собор, интерьер восточной части
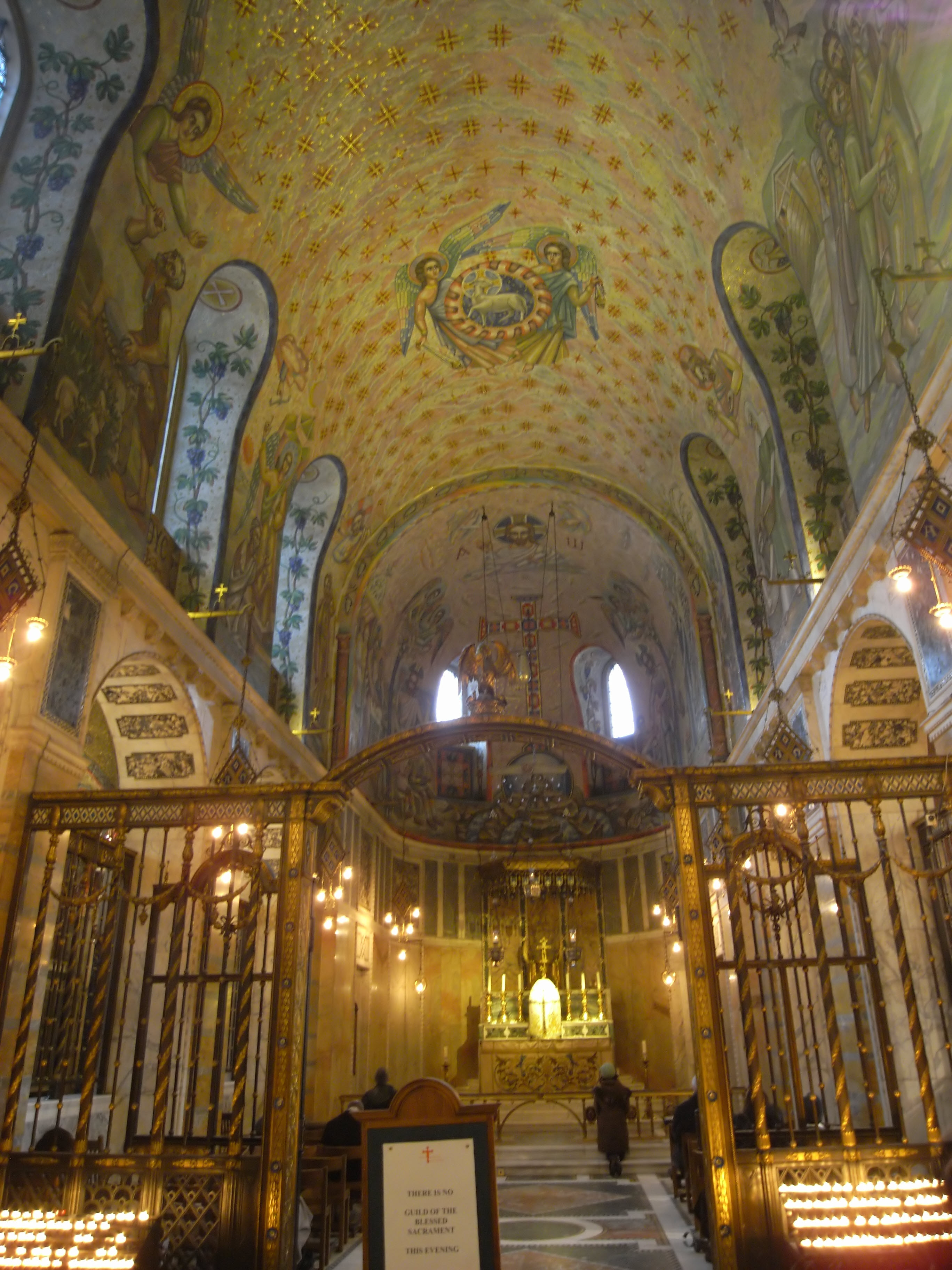
Вестминстерский собор, капелла Святого Причастия
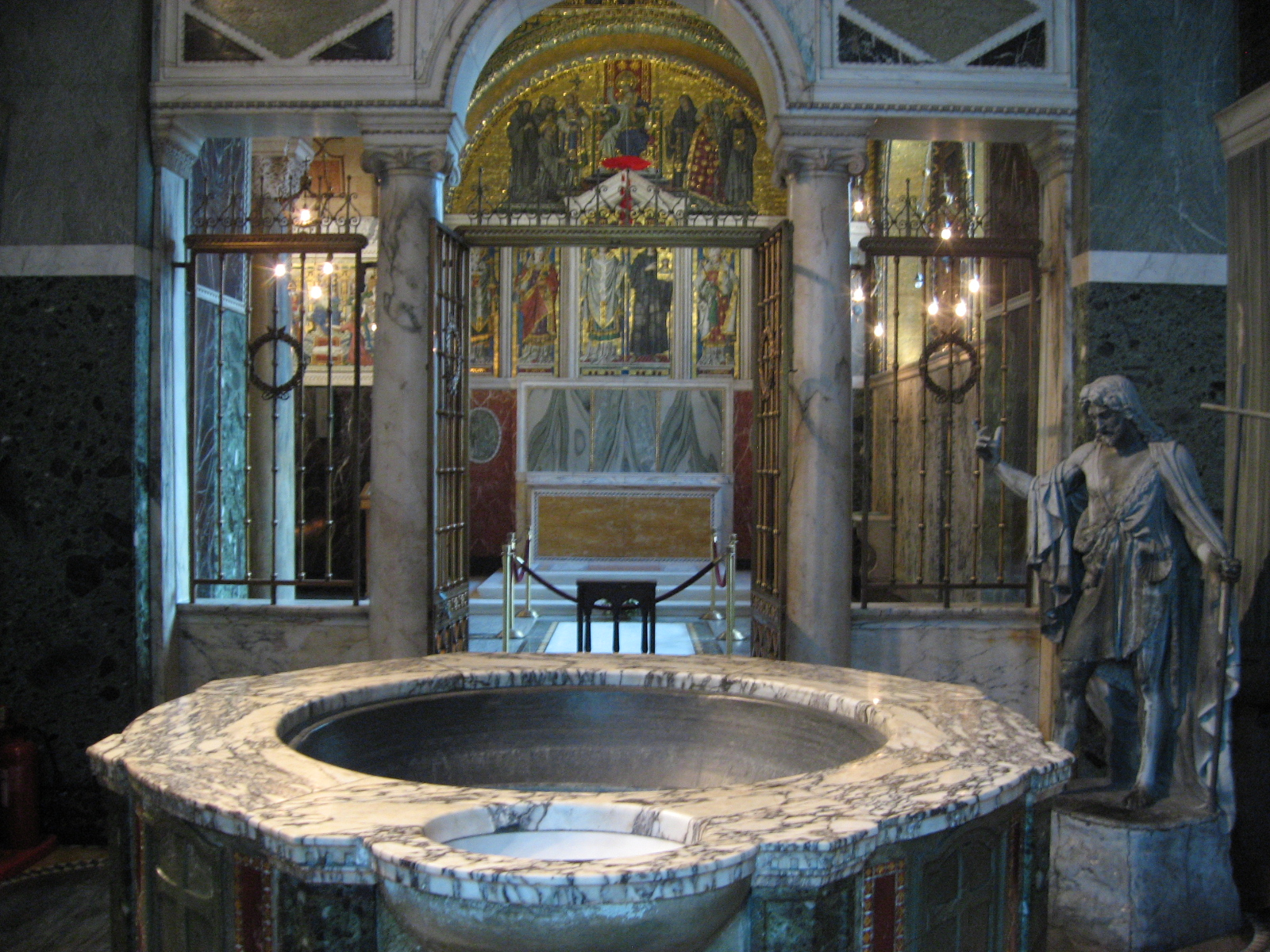
Вестминстерский собор, купель
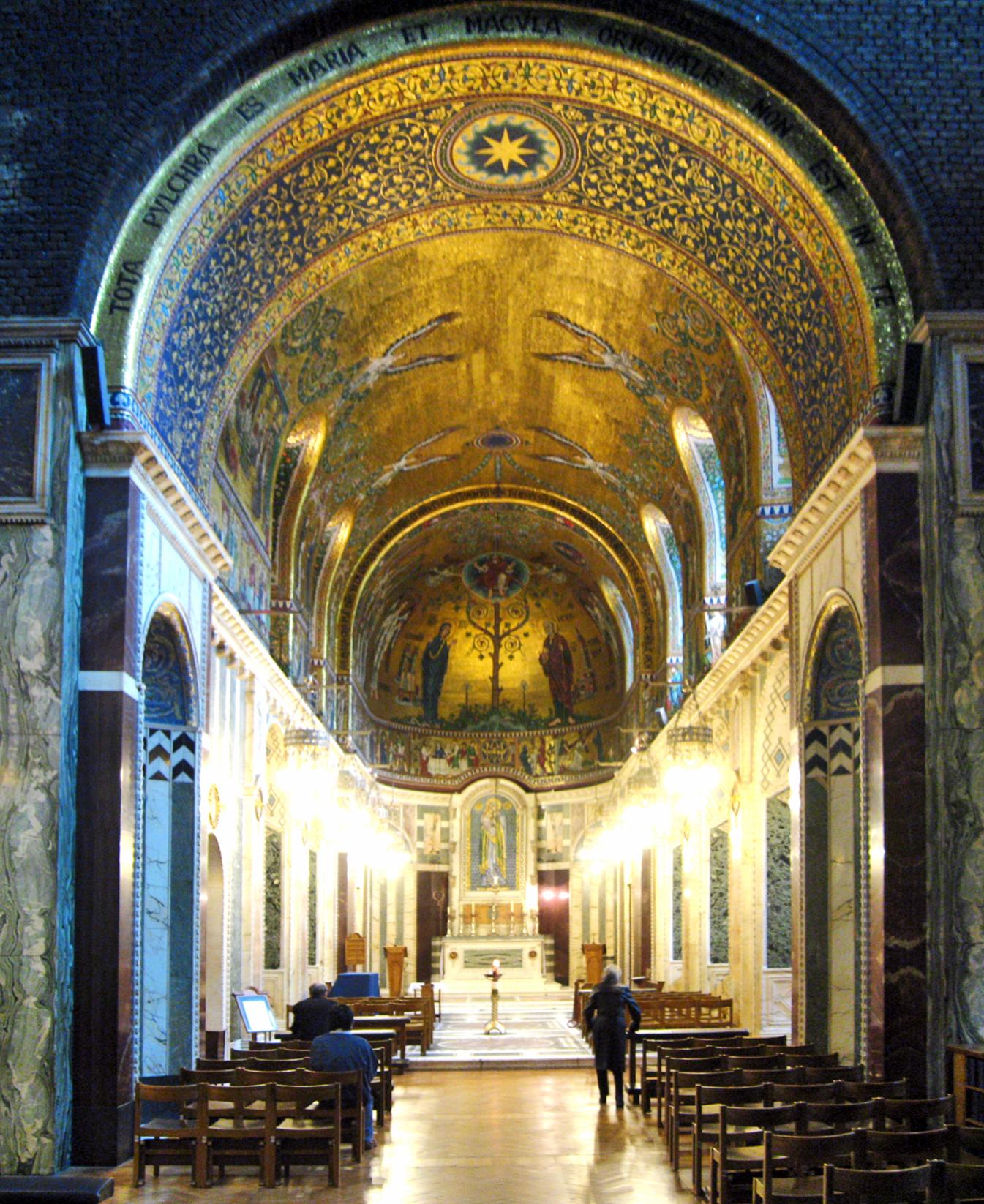
Вестминстерский собор, капелла Девы Марии
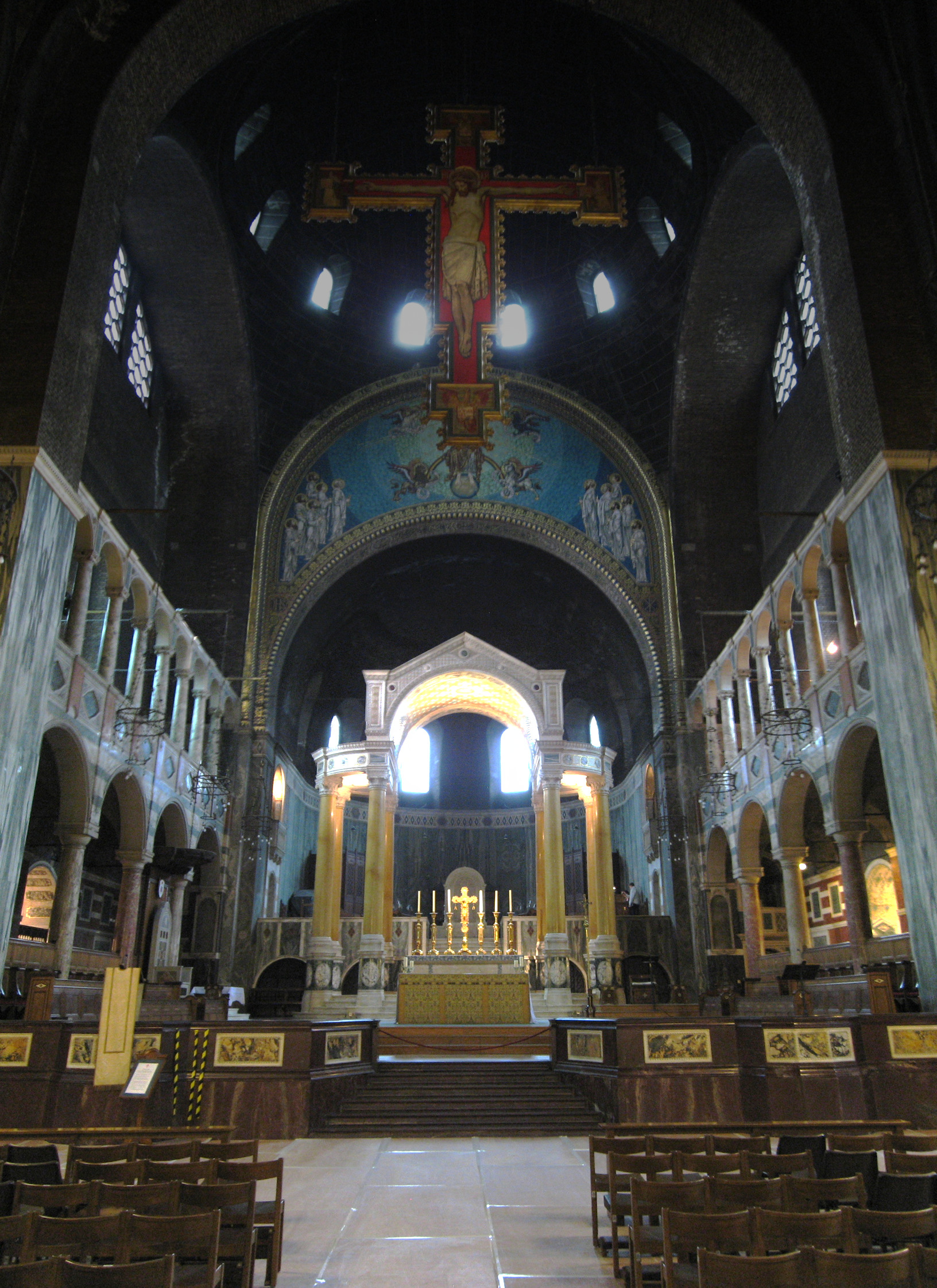
Вестминстерский собор, алтарь
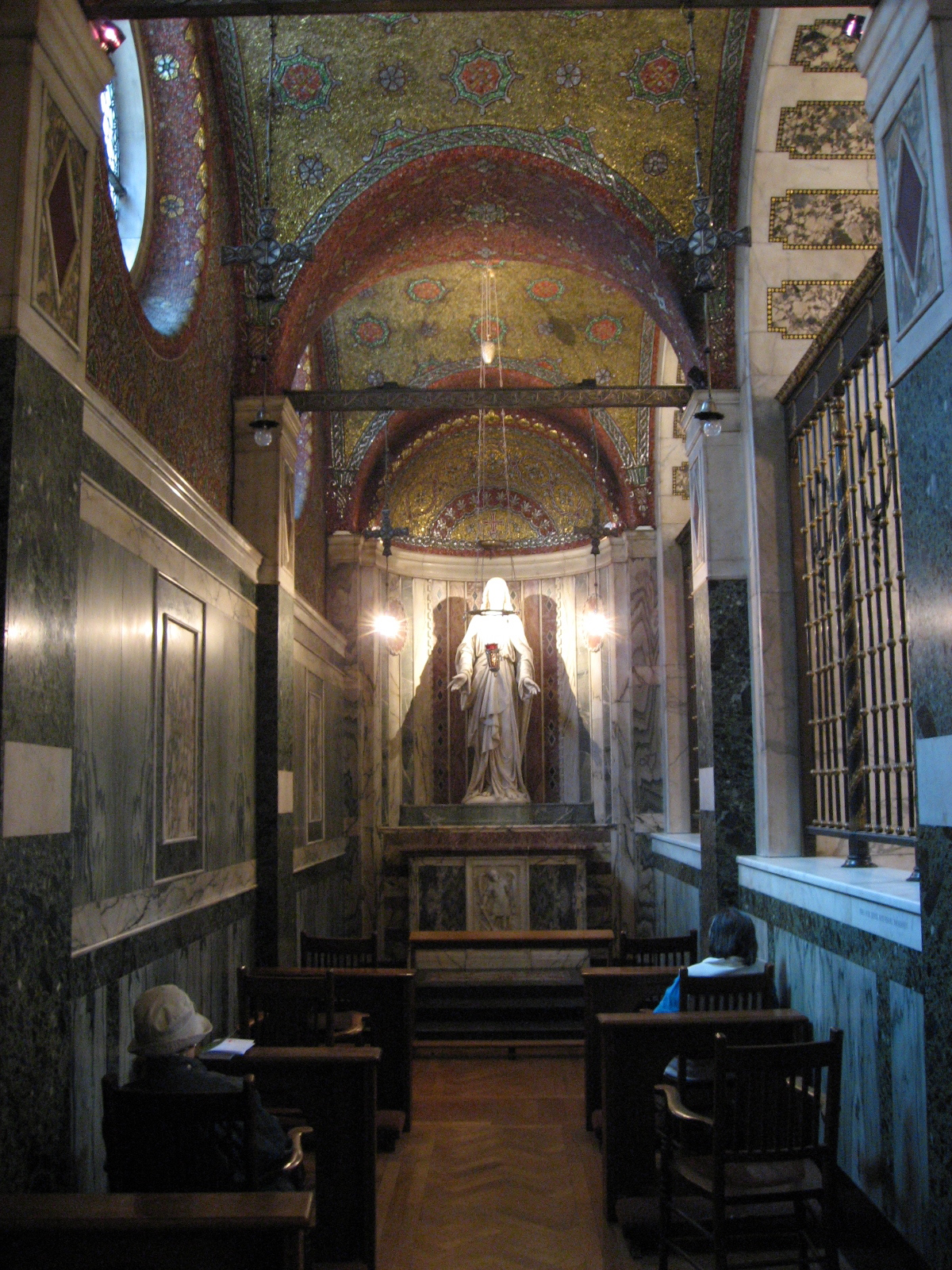
Вестминстерский собор, Гробница Святого Сердца и Святого Михаила
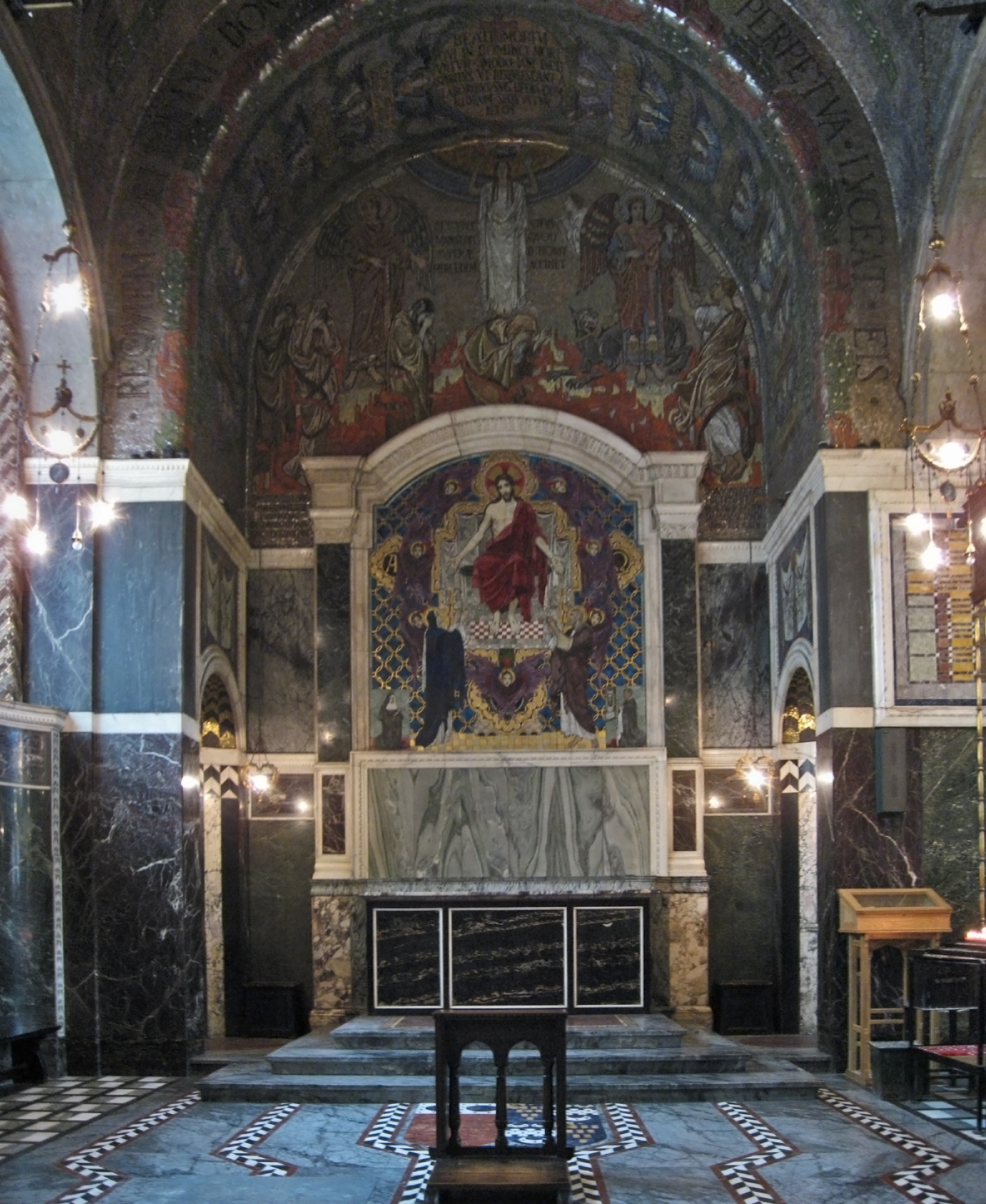
Вестминстерский собор, капелла Святых Душ
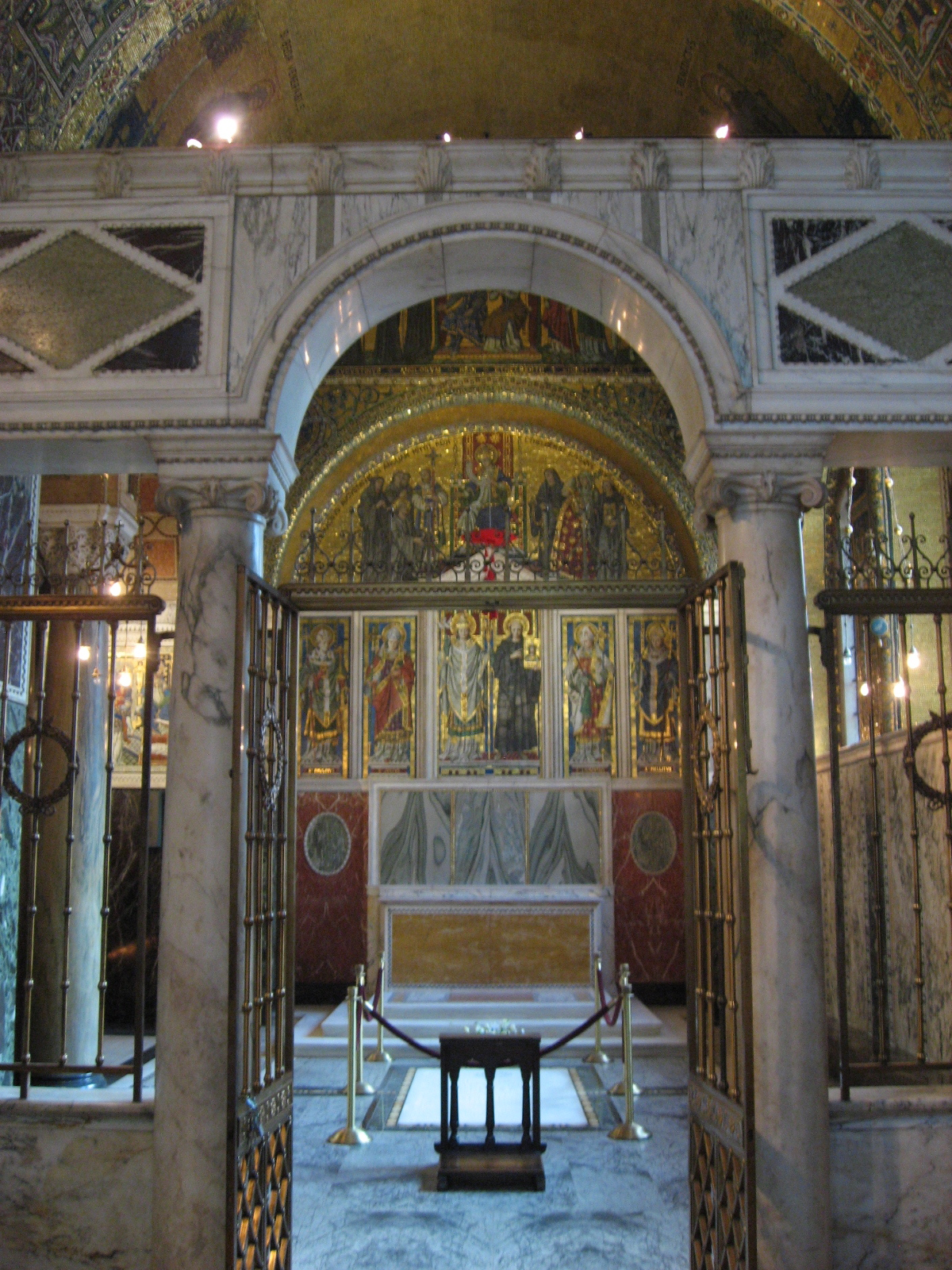
Вестминстерский собор, капелла Святого Георгия и Святого Августина
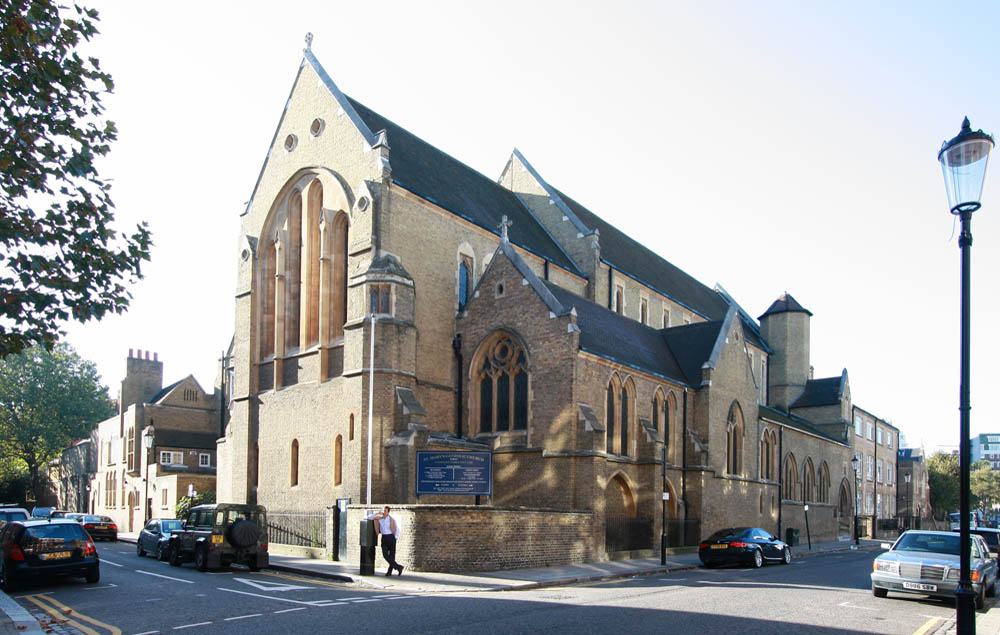
Церковь Корпус Кристи в Брикстоне[англ.]
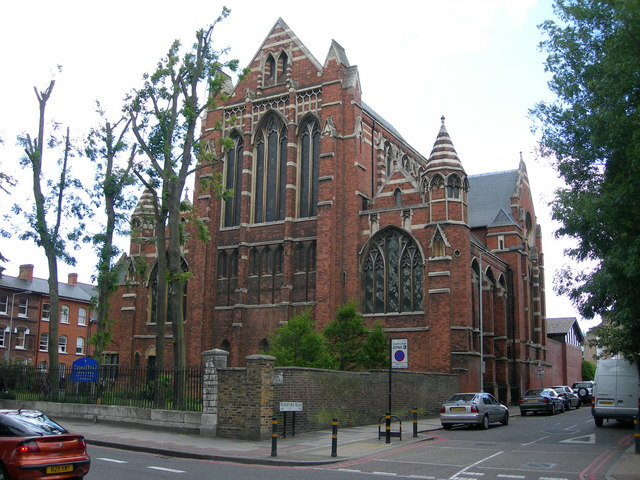
Церковь Корпус Кристи в Брикстоне[англ.]
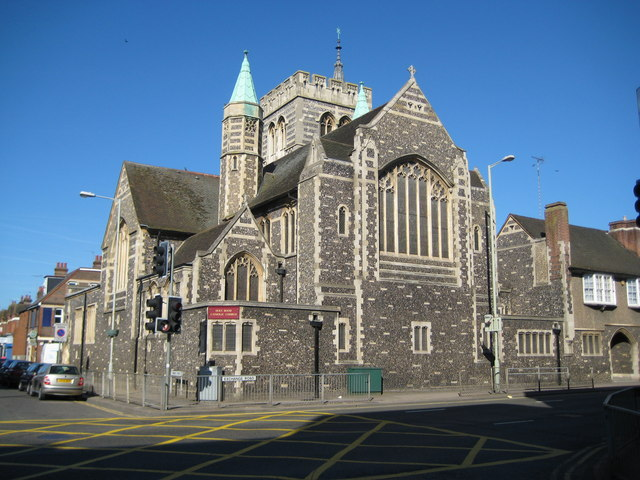
Церковь Святого Распятия в Уотфорде[англ.]